# Suctobelbella flagellifera
Suctobelbella flagellifera är en kvalsterart som beskrevs av Chinone 2003. Suctobelbella flagellifera ingår i släktet Suctobelbella och familjen Suctobelbidae. Inga underarter finns listade i Catalogue of Life.